# Río Ternóvaya
El río Ternóvaya (del ruso: Терно́вая) es un río del óblast de Rostov, en el sur de Rusia, afluente por la derecha del Kugo-Yeya, que a su vez lo es del Yeya.

## Curso
Nace en Dudukalov y discurre en sus 19 km de longitud en dirección oeste-suroeste. Atraviesa seguidamente Nóvaya Derevnia, Ternovski, y desemboca en el Kugo-Yeya, tras pasar Kosenko, a la altura de Léninka y Zarechni.
Su curso está parcialmente represado.